# Пуга, Мариано
Мариано Пуга Конча (исп. Mariano Puga Concha; 25 апреля 1931 — 14 марта 2020) — чилийский католический священник и правозащитник.
При жизни Пуга был известен как «рабочий священник» за то, что совмещал работу священнослужителем и строителем. Он был пастором университетского прихода Ла-Легуа, удовлетворяющего духовные потребности студентов, педагогов и рабочих, а также активным защитником прав человека во время военной диктатуры в стране.

## Ранние годы
Пуга родился в центре Сантьяго в аристократической семье (среди предков был генерал-капитан граф Матео де Торо Самбрано) и был одним из семи братьев. Его дед Федерико Пуга Борне был министром иностранных дел, отец Мариано Пуга Вега — бывшим послом Чили в Соединённых Штатах, а мать Элена Конча Суберкасо — дочерью Мельчора Конча-и-Торо, основателя знаменитого чилийского винного бренда Concha y Toro.
Начальную школу он закончил в Лондоне, где его семья временно обосновалась из-за работы отца. Вернувшись в Чили, Пуга поступил в престижную школу в Сантьяго, а затем изучал архитектуру в Папском католическом университете Чили. Во время обучения на архитектурном факультете университета Пуга и несколько его однокурсников прошли стажировку, помогая нуждающимся в общине Сан-Хоакин на берегах реки Санхон-де-ла-Агуада, где столкнулись с крайней нищетой. Этот опыт заставил Пугу отказаться от получения архитектурного образования и посвятить себя религиозному призванию. Пуга поступил в епархиальную семинарию, где в 1959 году был рукоположен в священники и в том же году отправлен на учёбу в Париж. Оттуда он продолжил обучение в Италии и Бельгии, получив степень доктора нравственного богословия, что позволило ему преподавать теологию в Папском католическом университете Чили.

## Сопротивление военной диктатуре
В конце 1972 года он покинул Сантьяго и переехал в шахтёрский городок Чукикамата, где оказывал помощь горнякам и другим рабочим, став свидетелем эксплуатации труда со стороны компаний-субподрядчиков. Пуга выступал активным сторонником движения «Христиане за социализм».
Однако в следующем году ультраправый военный переворот сверг президента-социалиста Сальвадора Альенде, приведя к власти диктатора Аугусто Пиночета. В то же время чрезвычайная преданность Пуги Евангелию освобождения и его сильные симпатии к социализму привели к его отстранению от пастырской должности в Чукикамате кардиналом Раулем Сильвой Энрикесом, который, несмотря на собственные левые симпатии, считал Пугу слишком прогрессивным и откровенным. При диктатуре Пуга неоднократно, но безуспешно пытался проникнуть на Национальный стадион Сантьяго, ставший пресловутым местом пыток политических заключённых.
В июне 1974 года Пуга был арестован во время проповеди и доставлен в печально известные тюрьмы Вилла Гримальди и Трес Аламос. Позже из-за тамошних физических и психологических пыток он назовёт этот опыт худшим из семи тюремных сроков, которым он подвергся во время диктатуры. Многие консервативные католики отказывались ассоциировать себя с Пугой, в результате чего он подрабатывал маляром в церквях, школах и хозяйственных магазинах, чтобы обеспечить себя финансово и при этом продолжать свою активистскую деятельность.
В 1980-х годах Пуге удалось добиться личной аудиенции у Пиночета, чтобы высказаться против него по поводу нарушений прав человека его режимом. Он заявил диктатору: «Я видел жертв пыток, пропавших без вести людей, обыски и аресты, генерал. Если я буду держать рот на замке, Иисус отвернётся от меня». Вскоре после этого Пуга был ненадолго изгнан в Перу, где оставался в течение нескольких месяцев. Во время визита Иоанна Павла II в Чили в 1987 году Пуга встретился с Папой после выступления того в парке О’Хиггинса, призвав понтифика активнее привлекать внимание к положению чилийского народа.
Пуга умер 14 марта 2020 года после продолжительной борьбы с раком лимфатической системы.